# 神前地区
神前地区（かんざきちく）は、三重県四日市市の地区の一つ。1954年に四日市市に編入された三重郡神前村の村域にあたり、四日市市役所神前地区市民センターの管轄区域である。

## 概要
- 米・観葉植物、キャベツ・イチゴ、みかんなどの生産と野菜作りと畜産業が盛んな農業地区である。

近年に国道477号などのバイパスが開通して、イオン四日市尾平ショッピングセンターが開業するといった変化もある。
- 四日市中央工業高校・四日市商業高校などの職業高等学校がある。老人福祉施設の老人ホームや食肉の食肉解体施設跡地と世襲家系の四日市市議会議員が経営する焼き肉店がある。
- 江戸時代に寺方村・西野村・高角村の藤堂藩の元禄期の新田開発の山野論争があった。寺院は高角地区の寺院は天台宗の金剛寺の薬師如来と寺方村にある大日寺の大日如来があった。上名ヶ丘地区は四日市コンビナート企業の石原産業が買収して造成された団地である。塩浜地区の石原産業中里社宅が移転した団地である。神前地区にも食肉センターと食肉市場施設が昭和30年頃まで存在した。神前地区は食肉加工産業が盛んで昭和33年10月に新正四丁目に食肉センターの食肉加工施設と食肉市場が移転して神前屠場は閉鎖された。 昭和4年に神前屠場に建立された獣魂碑は、神前記念園に移設されている。
- かつての江戸時代の津藩領地で畜産仏教文化地域である。津藩藤堂家が支配する領地である。津藩が三滝川周辺の飛び地を支配する農村集落。畜産業が盛んな神前村畜産産業の集落が形成された江戸時代からの畜産産業地域である。日本の獣肉食の歴史文化の畜産産業地域である。大日寺の地域寺院の仏教地域で東西大門の仏教地名がある。極楽寺と御堂前などの仏教地域がある。その他の仏教徒由来の古い地名に護摩田と鐘田と江戸時代からの江戸文化仏教徒が多い寺方地域は仏教地名が多い。[注釈 2]
- 神前地区は三重団地地域の一部が四日市市立三重平中学校の学校区であり、川島地区と神前地区が三滝地域の四日市市立三滝中学校として連合関係であり、三重郡桜村立桜中学校、三重郡神前村・川島村組合立神前中学校として発足して「平和中学校」として合併した。

## 地理

### 面積
- 面積は7.40 km2

## 歴史

### 沿革
- 三重郡神前村が1889年（明治22年）に成立
- 1954年（昭和29年）の昭和の大合併で四日市市に編入される。